# PO 125
Die Schlepptender-Lokomotive mit der Nummer 125 der ehemaligen französischen Eisenbahngesellschaft Compagnie du chemin de fer de Paris à Orléans (PO) war ein Einzelstück, das die britische Lokomotivfabrik Sharp, Stewart and Company 1878 eigens für die Weltausstellung in Paris konstruierte.

## Geschichte
Die Lokomotive im typisch britischen Stil wurde von Sharp, Stewart and Co. in Glasgow gebaut, um sie auf der Weltausstellung in Paris auszustellen.

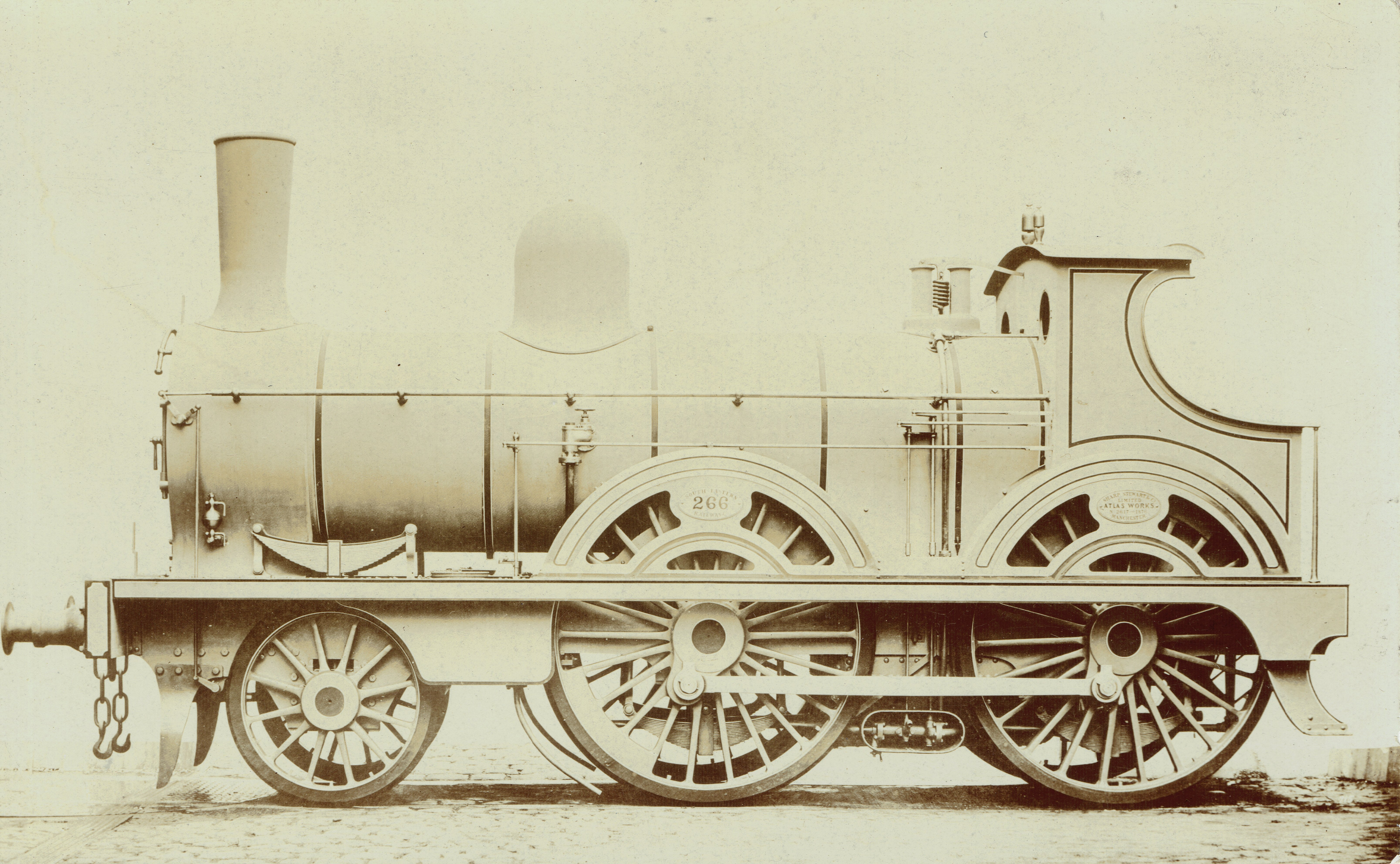
Lokomotive Nr. 266 der South Eastern Railway

Sie basierte auf den Lokomotiven der Klasse 259, die Sharp, Stewart & Co. 1876 für die South Eastern Railway baute. Sie war jedoch alles in allem etwas größer, hatte einen größeren Kessel, größeren Radstand und größere Zylinder. Das Unternehmen baute diese Lokomotive ganz bewusst für den Markt in Kontinentaleuropa, wo die Lichtraumprofile deutlich größer waren, als in Großbritannien.
Nach der Weltausstellung verkaufte man die Maschine an die Paris-Orléans-Bahn (PO), wo sie als Nr. 125 eingesetzt wurde. In den bahneigenen Werkstätten entstand ein passender zweiachsiger Schlepptender, der ebenfalls die Nummer 125 führte. Im Laufe der Jahre wurde die Lokomotive mehrmals umgebaut. 1883 wurde sie mit Westinghousebremsen ausgerüstet und 1886 wurde ein Gewölbe aus feuerfesten Steinen in die Feuerbüchse eingebaut. Auch der Tender wurde um 1900 umgebaut, sodass mehr Kohle geladen werden konnte. Zwischen 1919 und 1921 wurde sie zurückgezogen und später abgerissen.